# 星野茂樹
星野 茂樹（ほしの　しげき）は、日本の漫画原作者。群馬県前橋市出身、東京都練馬区在住。
もともとは法律系出版社の書籍編集者として勤務していた。ドラマの脚本家志望だったがうまくいかず、友人のすすめで漫画原作の持ち込みを始める。1998年、芳文社発行の週刊漫画誌「週刊漫画TIMES」にて『R探偵事務所』（作画：ほんまりう）でデビュー。2002年から同誌で『解体屋ゲン』（作画：石井さだよし）を連載中（2002年4月19日号〜）。
また、朝日新聞出版発行の隔月刊誌「Nemuki＋（ネムキプラス）」で『ことなかれ』（作画：オガツカズオ）を連載中（2016年3月号〜）。

## 主な作品

### 漫画原作
- 解体屋ゲン（作画：石井さだよし）
- 蔵の宿 （作画：田名俊信）。原作者西ゆうじ死去後、完結までの原作の補作を「利根敦」名義で行った [5]。
- ことなかれ（作画：オガツカズオ）